# Embraer
Embraer S.A. (pronunție în portugheză [ẽbɾaˈɛɾ]) (Empresa Brasileira de Aeronaves) este un fabricant brazilian de aeronave civile, militare și private. Compania mai furnizează și servicii legate de aeronautică. Între 1999 și 2001 a fost cel mai mare exportator din Brazilia iar în ziua de azi se află pe cel de-al treilea loc la numărul de comenzi (după Boeing și Airbus) si are cel mai mare număr de angajați după Boeing și Airbus.
Compania își are sediul, majoritatea fabricilor și birourile de proiectare și design în São José dos Campos, São Paulo. Embraer posedă de asemenea o fabrică și o clădire pentru teste în Gavião Peixoto, São Paulo. Aici se găsește și un aeroport cu o pistă cu lungimea de 5.000 de metri, a treia cea mai lungă din lume.

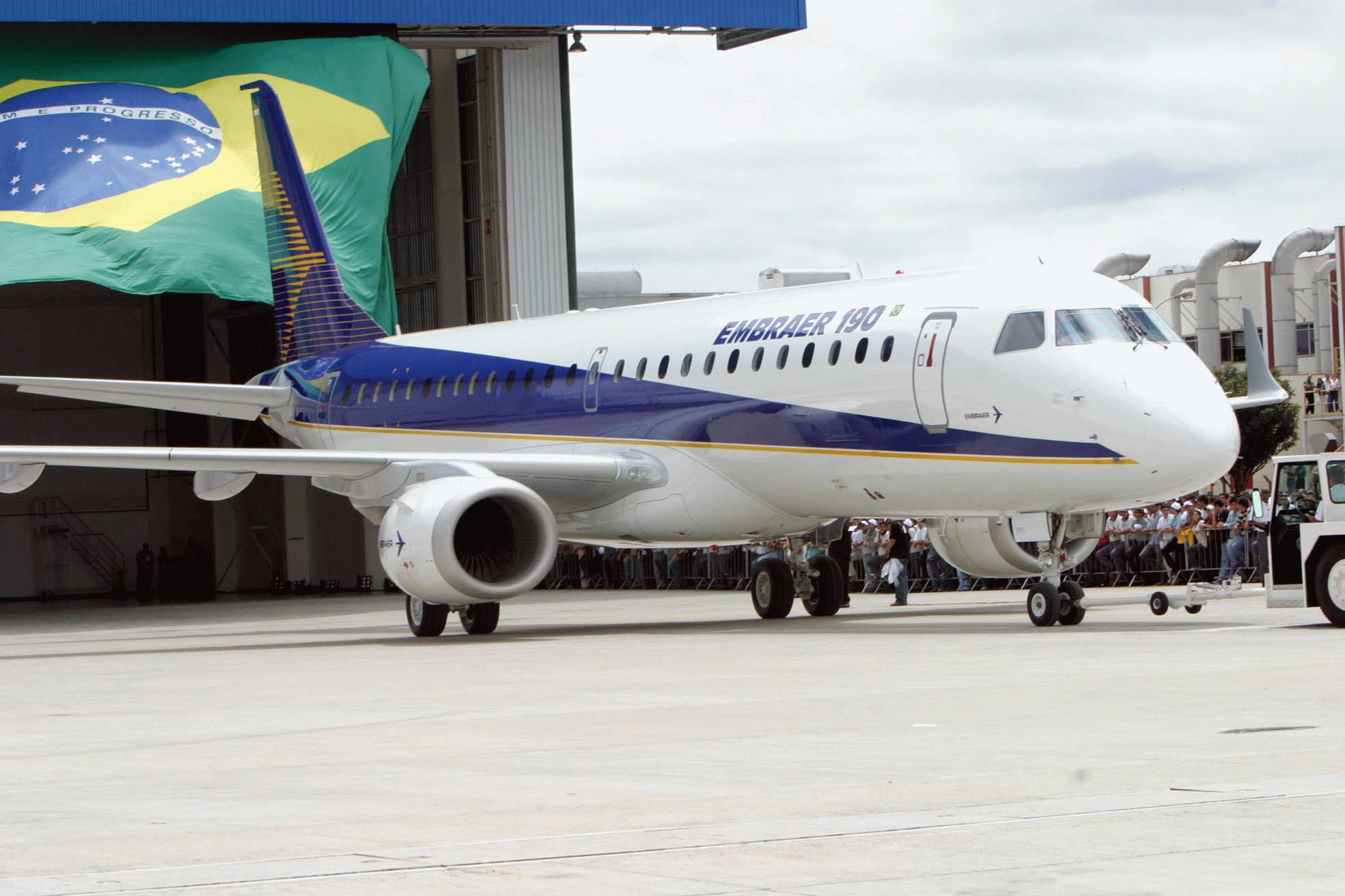
Embraer 190

## Avioane produse

### Comerciale

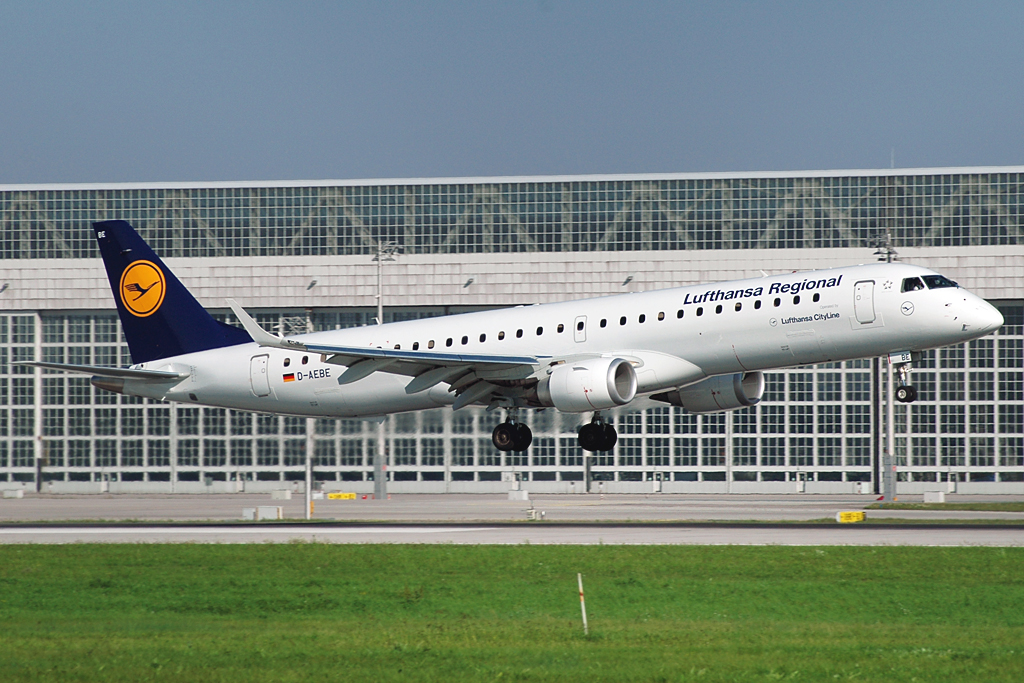
Lufthansa CityLine Embraer 195LR

- Embraer EMB 110 Bandeirante
- Embraer EMB 120 Brasilia
- Embraer/FMA CBA 123 Vector
- Embraer Regional Jet
  - Embraer ERJ 135 (37 de pasageri)
  - Embraer ERJ 140 (44 de pasageri)
  - Embraer ERJ 145 (50 de pasageri)
- Embraer E-Jet family
  - Embraer 170 (80 de pasageri)
  - Embraer 175 (88 de pasageri)
  - Embraer 190 (110 de pasageri)
  - Embraer 195 (122 de pasageri)

### Militare

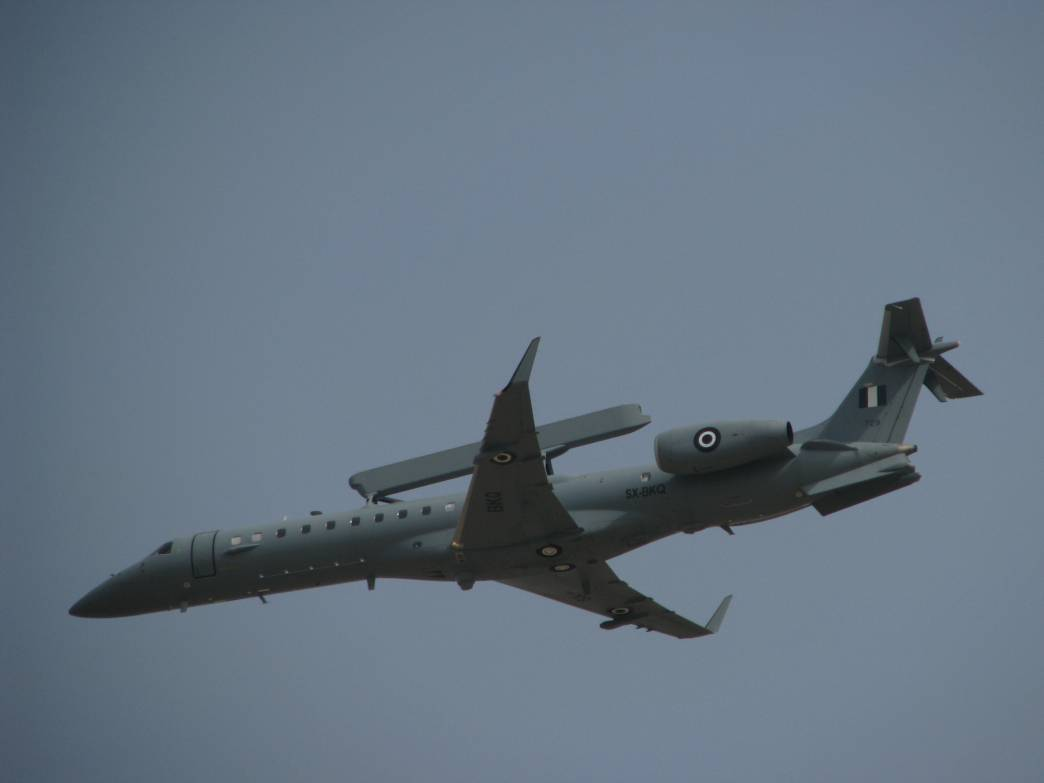
EMB-145 AEW&C de la Forțele Aeriene Elene

- Embraer EMB 111 Bandeirulha
- Embraer EMB 312 Tucano
- Embraer EMB 314 Super Tucano
- AMX International AMX
- Embraer R-99
- Embraer 145 AEW&C
- Embraer 145 RS/AGS
- Embraer P-99
- Embraer KC-390

### Corporative

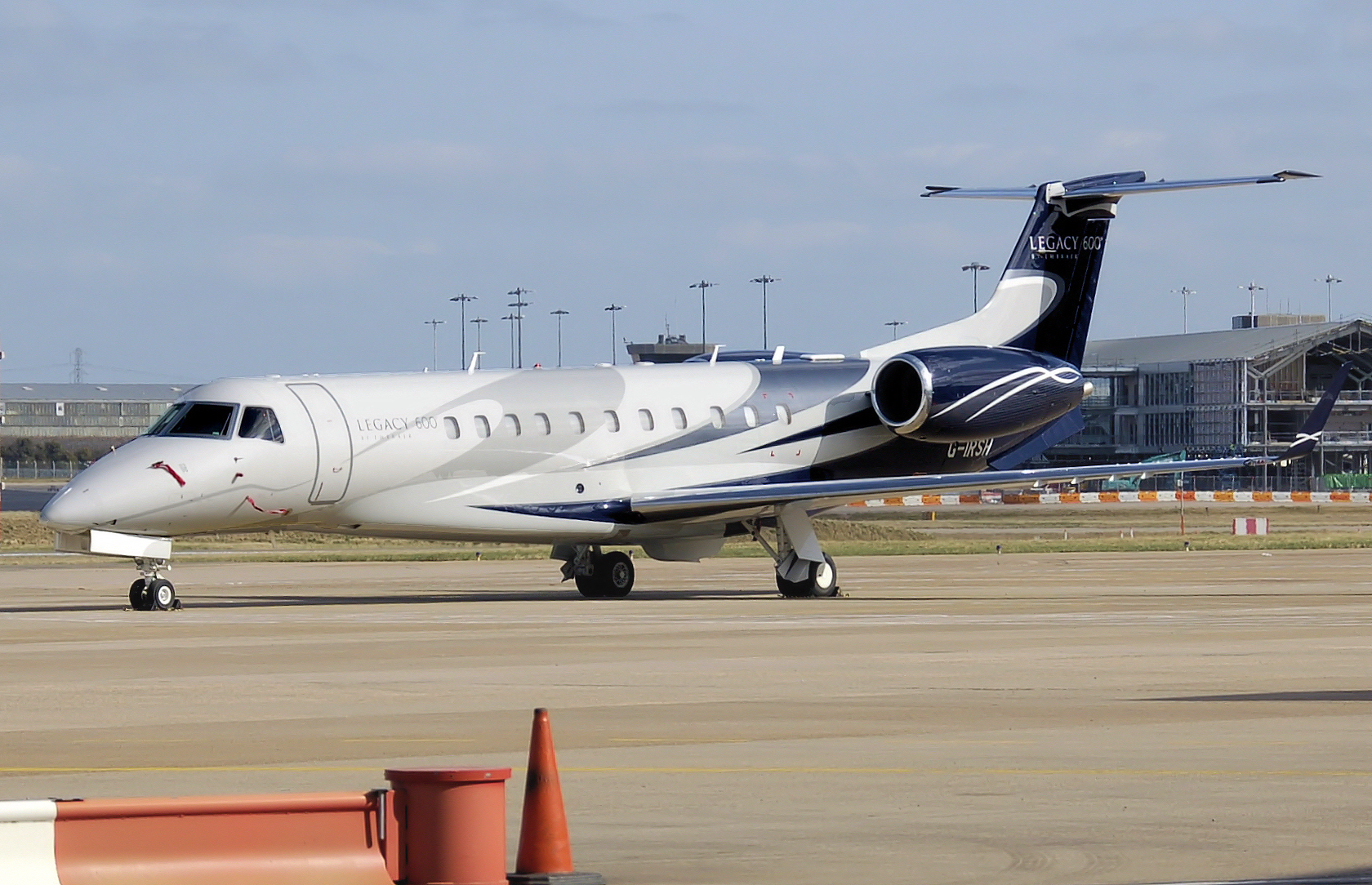
Legacy 600

- Embraer Phenom 100
- Embraer Phenom 300
- Embraer Legacy 450
- Embraer Legacy 500
- Embraer Legacy 600
- Embraer Legacy 650
- Embraer Lineage 1000

### Pentru agricultură
- Embraer Ipanema

### Utilitare
- Embraer EMB 121 Xingu

### Experimentale
- Embraer MFT-LF